# 奧梅盧沙
51°0′38″N 28°6′11″E / 51.01056°N 28.10306°E
奧梅盧沙（烏克蘭語：Омелуша），是烏克蘭北部的村莊，隸屬日托米爾州的茲維亞赫爾區。該村面積0.518平方公里，海拔高度203米，2001年人口4，人口密度每平方公里7.72人。